# Eurotower (Frankfurt nad Menem)
Eurotower – wieżowiec we Frankfurcie nad Menem, zlokalizowany w finansowej dzielnicy miasta Bankenviertel. Budynek ma wysokość 148 metrów, liczy 40 pięter i zajmuje 78 000 m² powierzchni biurowej. Budynek został zaprojektowany przez Richarda Heila, został wzniesiony w latach 1971–1977.
W latach 1998–2014 budynek stanowił siedzibę Europejskiego Banku Centralnego (EBC).